# Glorianes
Glorianes – miejscowość i gmina we Francji, w regionie Oksytania, w departamencie Pireneje Wschodnie.
Według danych na rok 1990 gminę zamieszkiwało 20 osób, a gęstość zaludnienia wynosiła 1 osób/km² (wśród 1545 gmin Langwedocji-Roussillon Glorianes plasuje się na 879. miejscu pod względem liczby ludności, natomiast pod względem powierzchni na miejscu 379.).